# Androcharta brasiliensis
Androcharta brasiliensis là một loài bướm đêm thuộc phân họ Arctiinae, họ Erebidae.